# Eupithecia ligustigata
Eupithecia ligustigata là một loài bướm đêm trong họ Geometridae.